# 김성우 (응용언어학자)
김성우(金聖祐, Kim Sung-woo)는 대한민국의 응용언어학자이자 영어교육학자이며, 서울대학교 영어교육과 교수이다. 언어학습의 사회문화적·인지적 관점에 기반한 영어교육 이론을 연구하고 있으며, 펜실베이니아 주립대학교에서 제2언어 쓰기 이론과 테크놀로지 기반 언어교육을 연구하였다. 주요 저서로는 《단단한 영어공부》, 《유튜브는 책을 집어삼킬 것인가》, 《어머니와 나》, 《인공지능은 나의 읽기-쓰기를 어떻게 바꿀까》, 《인공지능이 가르칠 수 있다는 착각》 등이 있다. 전국영어교사모임이 발간하는 《함께하는 영어교육》에서 ‘영어교육, 개념과 실천의 지도’라는 제목의 칼럼을 연재하고 있으며, 비판적 리터러시와 언어·미디어·기술 통합 교육을 위한 대안을 제시하는 활동을 이어가고 있다.

## 생애
그는 언어교육에 대한 사회문화적, 인지적 접근을 바탕으로 영어 교수·학습의 이론과 실제를 아우르는 연구를 수행하고 있으며, 특히 읽기와 쓰기, 언어와 기술, 학습자와 사회 간의 관계를 비판적으로 고찰하는 교육 실천을 전개하고 있다. 그는 펜실베이니아 주립대학교에서 제2언어 쓰기 이론, 테크놀로지를 활용한 언어교육, 학술영작문 등을 가르쳤고, 현재는 서울대학교 영어교육과 교수로 재직 중이다.
서울대학교 영어교육과를 졸업한 뒤, 김성우는 언어를 삶과 긴밀하게 연결하려는 연구적 관심 아래 응용언어학의 다양한 하위 분야를 탐구해왔다. 특히 사회문화이론과 인지언어학, 비판적 리터러시 이론은 그의 주요 연구 축을 이루며, 언어교육이 단순한 지식 전달이 아닌 인간 존재와 사회적 관계 형성에 기여해야 한다는 입장을 견지해왔다. 그는 ‘삶의, 삶에 의한, 삶을 위한 리터러시’를 화두로 삼아 언어·미디어·기술·문화가 엮이는 교육적 지평을 모색하고 있다.
김성우는 다수의 저작을 통해 대중과 학계 양측에 지속적으로 언어와 교육에 대한 관점을 제시하고 있다. 대표 저서로는 《단단한 영어공부》, 《유튜브는 책을 집어삼킬 것인가》, 《어머니와 나》, 《영어의 마음을 읽는 법》, 《인공지능은 나의 읽기-쓰기를 어떻게 바꿀까》, 《인공지능이 가르칠 수 있다는 착각》 등이 있으며, 《현대 영어교육학 연구의 지평》, 《한글, 문해력, 민주주의》, 《재난의 시대, 교육의 방향을 다시 묻다》 등 공저에도 참여했다. 전국영어교사모임이 발행하는 《함께하는 영어교육》에 ‘영어교육, 개념과 실천의 지도’를 연재하며 교사 교육과 현장 언어교육의 연결에도 힘쓰고 있다.
그는 인공지능 언어모델의 확산 속에서 인간의 읽기와 쓰기 행위가 어떻게 변형되고 있는지를 면밀히 관찰하며, 인간 고유의 언어활동이 AI에 완전히 외주화될 수 없다는 입장을 견지한다. 2025년 《시사IN》과의 인터뷰에서 그는 언어는 단순한 정보를 전달하는 도구가 아니라 인간 존재와 사회적 맥락 속에서 의미를 생성하고 공유하는 방식이라고 주장하며, 언어교육이 AI 기술의 도입과 함께 어떤 방향으로 재구성되어야 하는지를 논의한 바 있다.